# Kesha
Pour les articles homonymes, voir Sebert.
Ne doit pas être confondu avec Keisha.
Kesha (souvent stylisé Ke$ha), de son vrai nom Kesha Sebert [kɛʃə sibɚt] (née le 1er mars 1987 à Los Angeles), est une auteure-compositrice-interprète américaine. 
Elle s'est tout d'abord fait connaître grâce à sa chanson Right Round avec Flo Rida. Puis elle fait une apparition remarquée dans le clip I Kissed a Girl de Katy Perry avant de sortir, en novembre 2009, son single intitulé Tik Tok. Celui-ci lui permet de lancer sa carrière musicale et de devenir mondialement célèbre, puisqu'il a décroché le record de passage radio pour une chanson pop en une semaine et s'est vendu à plus de 15 millions d'exemplaires. C'est d'ailleurs grâce à lui que la chanteuse a pu obtenir le record du plus grand nombre de téléchargements légaux en une semaine pour une artiste féminine.
Depuis le début de sa carrière, Kesha a été nommée pour environ une centaine de récompenses. Elle remporte notamment le prix MTV Europe Music pour révélation internationale de l'année 2010, plusieurs Billboard Awards ou encore en 2018 le Grammy Awards pour la meilleure performance avec son titre Praying. 
Influencée par divers genres musicaux et artistes, Kesha est essentiellement inspirée par la musique des années 1980 : Madonna, Queen et Beck sont cités comme étant des contributeurs à son intérêt pour la musique. Après avoir expérimenté la musique country, pop rock et électronique, Kesha décide finalement de se diriger vers ce dernier style. Sa technique de rap « loquace », son yodel et l'usage excessif d'auto-tune deviennent sa marque de fabrique. Thématiquement, sa musique tourne de façon générale autour des ébats festifs et de la liberté d'être soi-même. Certains de ses titres ont été notés[style à revoir] comme des odes à l'individualité.
Philanthropiquement, Kesha est impliquée dans les droits des animaux et dans l'activisme LGBT. Elle reçoit d'ailleurs le HRC Visibility Award, qui honore son implication publique pour les droits des LGBT.

## Biographie

### Jeunesse
Née à Los Angeles en Californie dans une modeste famille d'origine allemande, hongroise et polonaise. Kesha et ses deux frères sont élevés par leur mère Pebe Sebert, auteure-compositrice pour des artistes tels que Dolly Parton ou bien encore Jill Johnson. En 1991, la famille quitte Los Angeles pour aller s'installer à Nashville au Tennessee. Sa mère, qui l'emmène souvent dans les studios d'enregistrement, l'encourage à chanter et lui apprend à écrire des chansons. Kesha commence alors à écrire des chansons avec sa mère après les cours. En 2005, à 17 ans, elle travaille déjà sur ses propres morceaux et commence à chanter pour des particuliers.
Bonne à l'école, Kesha souhaite aller à l'université Belmont pour accroître ses connaissances à propos de la guerre froide. Elle réussit bien à l'école secondaire (lycée) et obtient d'excellents résultats aux tests d'admission universitaires SAT et est acceptée par l'Université Columbia. Malgré tout, elle quitte l'école à 17 ans, convaincue par Dr. Luke et Max Martin de retourner à Los Angeles afin de poursuivre sa carrière musicale. Ils s'étaient rendus à l'une de ses prestations et furent si impressionnés qu'ils la contactèrent immédiatement et prirent le premier avion pour entrer en studio à Los Angeles. À cette même époque, elle apparaît avec sa famille dans un épisode de The Simple Life avec Paris Hilton et Nicole Richie.

### Débuts difficiles (2005–2009)

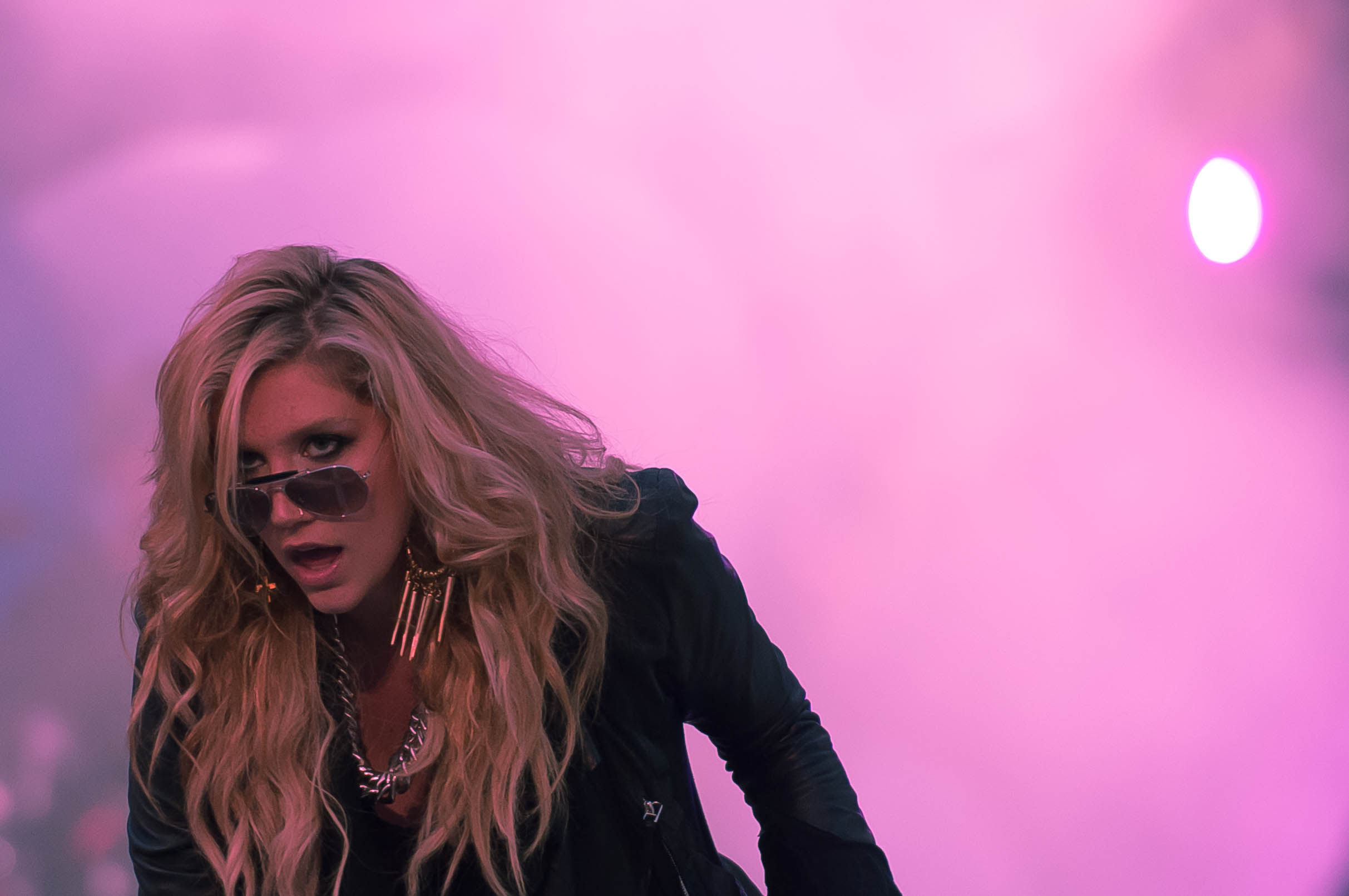
Kesha au MuchMusic Video Awards.

Arrivée à Los Angeles, elle travaille en tant que serveuse en poursuivant sa carrière de chanteuse dans l'espoir de rencontrer des chasseurs de talent. Elle vit tout d'abord avec son beau-père mais s'installe très vite chez un ami. Plus tard, elle s'installe dans un appartement à Echo Park. Elle rêve de voir un jour sa musique introduite par Prince. Elle décide de se rendre à la demeure de ce dernier à Beverly Hills ; sans succès. Elle déclare plus tard qu'elle avait « pensé qu'il était sans danger à l'époque, mais rétrospectivement c'est assez psychotique ». Kesha a aussi eu l'occasion de chanter dans le single Nothing in this World de Paris Hilton et de faire une apparition dans le clip de I Kissed a Girl de Katy Perry, avec qui elle était amie.
La renommée de Kesha ne devient que plus grande avec sa collaboration dans le single de Flo Rida, Right Round. Le rappeur aima tellement la chanson qu'ils décident d'en écrire deux supplémentaires. Elle ne sera pourtant pas créditée pour le duo et par conséquent, elle décide alors de remplacer le « s » de Kesha par un « $ ». Elle refusera par la suite d'apparaître dans le clip vidéo. Peu de temps après, Kesha signe avec RCA Records, après avoir été sollicitée par plusieurs grandes maisons de disques. Le 27 mars 2009, elle fait sa première apparition sur scène aux côtés du groupe 3OH!3. Elle participe également à l'écriture du titre The Time of Our Lives de Miley Cyrus. Son premier single, Tik Tok, est diffusé massivement et commence à avoir du succès en octobre, deux mois après avoir été disponible en téléchargement.

### Premiers succès,AnimaletCannibal(2009–2011)

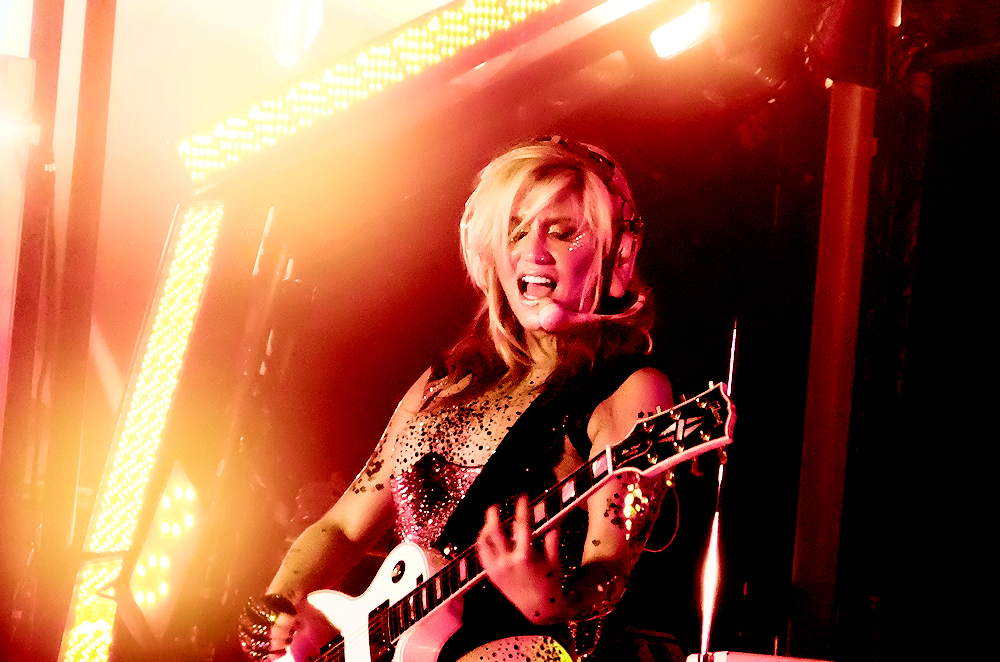
Kesha lors de sa tournée Get Sleazy Tour (2011).

Produit par Dr. Luke et Max Martin, le premier album de Kesha, Animal, est commercialisé le 1er janvier 2010. Classé directement numéro 1 des ventes féminines en Nouvelle-Zélande, le single Tik Tok gagne très vite le haut du classement au Canada, en Australie et en Norvège. Il gagne même le haut du Billboard Hot 100 et atteint le top 5 dans plusieurs pays. Lors de sa deuxième semaine en tant que numéro 1 du Billboard Hot 100, le titre lui permet aussi de gagner le record du téléchargement dans la catégorie féminine et de se placer à la seconde place du classement des singles les plus vendus, après le titre Right Round, en vendant plus de 610 000 exemplaires. Sa cinquième semaine sur le haut du podium lui permet de faire exploser le record du single le plus diffusé sur les ondes. Après avoir passé 8 semaines à la première place, le single devient le premier single d'une artiste féminine à être resté le plus longtemps à la première place depuis celui de Debby Boone en 1977, You Light Up My Life. Kesha touche aussi l'Europe et s'inscrit première avec son single Tik Tok en Belgique, en France ou encore en Espagne. L'album Animal se place lui aussi numéro 1 dès sa sortie. Elle sort le second single Blah Blah Blah, en collaboration avec le groupe 3OH!3, le 8 février 2010, suivi de Your Love Is My Drug. Ce dernier obtient la 4e place aux États-Unis.
Un EP nommé Cannibal sort le 22 novembre 2010 en tant que réédition du premier opus de la chanteuse. Le premier extrait s'intitule We R Who We R. Le second single est Blow.
Kesha a également enregistré des participations avec plusieurs artistes tels que Pitbull, Will.i.am, le groupe 3OH!3 ou encore Britney Spears et Macklemore qui se classent pour la plupart en tête des ventes. Elle est l’une des artistes les plus populaires de sa génération, une émission sur sa vie de star composée de deux saisons lui est même dédiée : « Kesha: My Crazy Beautiful Life » diffusée sur la chaîne MTV.

### Warrior, problèmes de santé, et procès contre Dr. Luke (2012–2014)

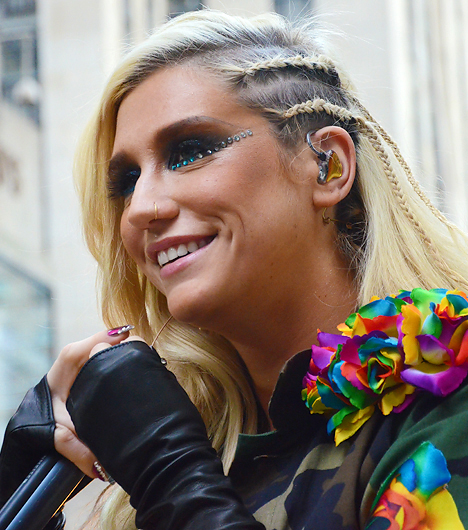
Kesha lors d'une prestation pour le Today Show en novembre 2012.

Son second album studio, intitulé Warrior, sort le 30 novembre 2012. Benny Blanco, Dr. Luke et Max Martin, Cirkut, Emily Wright et Henry Walter ont travaillé avec Kesha sur cet album. Le premier single choisi est Die Young. Le titre, coécrit par le leader du groupe Fun et Nate Ruess, est mis en ligne le 25 septembre 2012, suivi, le 8 novembre 2012, du vidéoclip. Une fois de plus, le single est un succès mondial et se classe numéro 2 au Billboard Hot 100. Les radios américaines refuseront cependant de diffuser la chanson sur les ondes après la tuerie de l'école primaire Sandy Hook où 28 personnes dont 20 enfants ont été abattues (Die Young signifiant mourir jeune). Le second extrait issu de cet opus est C'Mon. Il est envoyé aux radios le 7 janvier 2013, suivi, le 11 du vidéoclip l'illustrant. Plus discret au niveau des charts, le morceau atteint seulement la vingt-septième place du classement Billboard. En mars de la même année, Kesha démarre une tournée nord-américaine en compagnie du rappeur Pitbull nommé North American Tour 2013 afin de promouvoir son dernier album. Elle annonce par la suite, une nouvelle tournée en solo, sobrement nommée Warrior Tour. Le 19 avril, la chanteuse publie un remix de la chanson Crazy Kids interprété avec le rappeur Will.i.am. Envoyé en tant que single aux radios le 30 avril, il est suivi le 29 mai d'un vidéoclip. Il atteint la quarantième place du classement Billboard. Le 7 octobre, Timber, un duo de Pitbull et de la chanteuse, rencontre un fort succès à travers le monde, et bénéficie lui aussi d'un vidéoclip, tout comme le morceau Dirty Love de la chanteuse.
En janvier 2013, Kesha annonce dans une interview sa bisexualité.
Le 3 janvier 2014, il est rapporté que Kesha est internée pour un séjour d'un mois dans le centre résidentiel de traitement Timberline Knolls, un établissement de réhabilitation se trouvant à Lemont dans l'Illinois afin de soigner ses troubles alimentaires et son anorexie. À la suite de cette déclaration, TMZ révèle que Dr Luke serait à l'origine de son placement en cure . Pebe, la mère de la chanteuse, a confirmé dans une entrevue que le trouble alimentaire dont elle a été victime était la boulimie nerveuse et qu'elle luttait contre ce fléau depuis qu'elle avait signé son contrat d'artiste. Elle a expliqué que Dr Luke était en partie la raison se cachant derrière le développement des troubles alimentaires de sa fille. Des amis proches de Kesha avaient en effet rapporté qu'il lui avait dit de perdre du poids après qu'elle eut signé, en la comparant à un réfrigérateur. Elle l'accuse également d'agressions sexuelles, de harcèlement sexuel, d'agressions verbales, de violence et d'abus émotionnel. Un procès est alors entamé mais elle perd ce procès début 2016, faute de preuves. Elle s'exprimera par la suite sur ce sujet dans sa chanson Praying (en) figurant sur son troisième album studio.

### Rainbow(2014–2017)
Lors de la diffusion du sixième épisode de la deuxième saison de son émission de télé-réalité My Crazy Beautiful Life, Kesha laisse entendre qu'elle est en train de travailler sur son troisième album studio, potentiellement intitulé Fearless. Le 6 mars 2014, Kesha confirme via le réseau social Twitter que son traitement est terminé et qu'elle est en train de « travailler sur des tonnes de nouvelles créations musicales ». Il est également confirmé qu'elle a choisi d'utiliser son prénom de naissance en faveur de son surnom précédent, en utilisant de nouveau la lettre « s » au lieu du symbole « $ ». Fin décembre 2016, Kesha annonce sur son compte Instagram qu'elle a enregistré un duo et qu'elle prévoit de sortir son troisième album en 2017. En juillet, il est annoncé que l'album se nommera Rainbow et qu'il sortira le 11 août de la même année. Le premier single, Praying, est dévoilé en juillet, suivi par Woman et Learn to Let Go. L'album est nommé aux Grammy Awards.

### High Road(2018–2022)
Le 21 octobre 2019, Kesha publie sur sa chaîne YouTube une bande annonce qui annonce la sortie de son 4ème album studio intitulé High Road. Pour promouvoir cet opus Kesha sort le single de lancement Raising Hell (en) le 24 octobre 2019.
Le 24 novembre 2019, elle fait un retour triomphant sur la scène après 6 ans d'absence, en performant aux American Music Awards avec sa chanson Tik Tok, où le public se lève et danse.

### Gag Order(depuis 2023)
En avril 2023, c'est sur ses réseaux sociaux que Kesha annonce la sortie de son cinquième. Intitulé Gag Order, le titre projet fait référence sa situation judiciaire avec son ancien producteur. Dans la justice américaine, le terme gag order signifie que le juge interdit la divulgation publique de certaines informations relatives au procès. Paru le 19 mai 2023, l'album comporte 13 pistes. Il est notamment défendu par les singles Eat The Acid, Fine Line ou encore Only Love Can Save Us Now. Musicalement, il marque un renouveau pour la chanteuse qui s'éloigne de la pop de ses débuts pour se diriger vers des sonorités plus dépouillées et alternatives.
Depuis, Kesha sort cinq albums : Animal, Warrior, Rainbow, High Road et Gag Order et .(period) .

## Discographie

### Albums studio
- 2010 : Animal
- 2012 : Warrior
- 2017 : Rainbow
- 2020 : High Road
- 2023 : Gag Order
- 2025 :  .(period)

## Tournées
| Année(s)        | Nom                                                     | Dates           | Album soutenu   |
| Première partie | Première partie                                         | Première partie | Première partie |
| --------------- | ------------------------------------------------------- | --------------- | --------------- |
| 2010            | Last Girl on Earth Tour                                 | 27              | Animal          |
| Tête d'affiche  |                                                         |                 |                 |
| 2011            | Get Sleazy Tour                                         | 90              | Animal          |
| 2013 - 2015     | Warrior Tour                                            | 59              | Warrior         |
| 2016            | Kesha and the Creepies : Fuck the World Tour            | 43              | Tous            |
| 2017 - 2019     | Rainbow Tour                                            | 52              | Rainbow         |
| 2023            | Gag Order Tour                                          | 22              | Gag Order       |
| Concert unique  |                                                         |                 |                 |
| 2013            | North American Tour 2013 (avec Pitbull)                 | 22              | Warrior         |
| 2018            | The Adventure Of Kesha and Macklemore (avec Macklemore) | 30              | Rainbow         |

## Filmographie
| Année | Titre                     | Rôle            | Notes             |
| ----- | ------------------------- | --------------- | ----------------- |
| 2005  | Bravo Supershow           | Elle-même       |                   |
| 2012  | Katy Perry: Part of Me    | Elle-même       | Images d'archives |
| 2016  | Jem et les Hologrammes    | Pizazz          |                   |
| 2016  | Bad Moms (Mères indignes) | Elle-même       |                   |
| 2017  | A Ghost Story             | L'autre fantôme |                   |

| Année       | Titre                          | Rôle                              | Notes                                                         |
| ----------- | ------------------------------ | --------------------------------- | ------------------------------------------------------------- |
| 2005        | The Simple Life                | Elle-même                         | Wedding Planner (Saison 3, Épisode 15)                        |
| 2010        | Saturday Night Live            | Invité musical                    | Ryan Phillippe/Ke$ha (Saison 35, Épisode 19)                  |
| 2010        | The City                       | Elle-même                         | One Girl's Trash... (Saison 2, Épisode 9)                     |
| 2011        | Victorious                     | Elle-même                         | Le concours de Ke$ha (Saison 2, Épisode 3)                    |
| 2012        | The X Factor Australia         | Mentor invité                     | Quatrième saison                                              |
| 2013        | Robot Chicken                  | Robot                             | Papercut to Aorta (Saison 6, Épisode 14)                      |
| Depuis 2013 | Kesha: My Crazy Beautiful Life | Kesha (rôle principal, 2 saisons) | Série TV documentaire                                         |
| 2013        | The Show with Vinny            | Elle-même                         | Mark Wahlberg, Anthony Mackie and Kesha (Saison 1, Épisode 3) |
| 2014        | Rising Star                    | Juge                              | Télécrochet                                                   |
| 2015        | Jane the Virgin                | Annabelle                         | Pauvre pigeon (Saison 2, Épisode 2)                           |
| 2016        | Nashville                      | Kesha superstar                   | Saison 4                                                      |
| 2020        | Miss Farah                     | Annabelle                         | Pauvre pigeon (Saison 2, Épisode 2)                           |

## Doublage

### Séries d'animation
| Année | Titre        | Rôle             | Notes                                                  |
| ----- | ------------ | ---------------- | ------------------------------------------------------ |
| 2023  | Helluva Boss | Queen Bee-lzebub | Queen Bee (Saison 1, Episode 8) (Saison 2, Épisode 11) |

## Distinctions
Modèle:A traduire
| Année | Travail nommé        | Cérémonie                                 | Catégorie                                           | Résultat   |
| ----- | -------------------- | ----------------------------------------- | --------------------------------------------------- | ---------- |
| 2010  | Kesha                | American Music Awards                     | Artiste de l'année                                  | Lauréat    |
| 2010  | Kesha                | American Music Awards                     | Meilleure artiste féminine                          | Lauréat    |
| 2010  | Kesha                | American Music Awards                     | Meilleure révélation d'artiste                      | Nomination |
| 2010  | Kesha                | Premios 40 Principales                    | Meilleure artiste internationale                    | Nomination |
| 2010  | Kesha                | MTV Europe Music Awards                   | Meilleure révélation d'artiste                      | Lauréat    |
| 2010  | Kesha                | MTV Europe Music Awards                   | Artiste Montante                                    | Nomination |
| 2010  | Tik Tok              | MTV Video Music Awards                    | Vidéo révélation d'artiste                          | Nomination |
| 2010  | Tik Tok              | MTV Video Music Awards                    | Meilleure clip féminin                              | Nomination |
| 2010  | Tik Tok              | MTV Video Music Awards                    | Meilleure vidéo pop                                 | Nomination |
| 2010  | My First Kiss        | MTV Video Music Awards                    | Meilleure collaboration                             | Lauréat    |
| 2010  | Kesha                | MTV Video Music Brésil                    | Meilleure artiste internationale                    | Lauréat    |
| 2010  | Tik Tok              | Nickelodeon Kids' Choice Awards Australie | Meilleure chanson                                   | Nomination |
| 2010  | Tik Tok              | Premios 40 Principales                    | Meilleure chanson internationale                    | Nomination |
| 2010  | Tik Tok              | MuchMusic Video Awards                    | Meilleure vidéo internationale de l'année d'artiste | Lauréat    |
| 2010  | Tik Tok              | MuchMusic Video Awards                    | Meilleure vidéo internationale                      | Nomination |
| 2010  | Kesha                | Eska Music Awards                         | Meilleure révélation d'artiste                      | Lauréat    |
| 2010  | Kesha                | People's Choice Awards                    | Meilleure révélation d'artiste                      | Nomination |
| 2010  | Kesha                | Billboard                                 | 2010's Top New Artist                               | Lauréat    |
| 2010  | Kesha                | Billboard                                 | 2010's Hot 100 Artist                               | Lauréat    |
| 2010  | Kesha                | Billboard                                 | 2010's Digital Songs Artist                         | Lauréat    |
| 2010  | Kesha                | Billboard                                 | 2010's Pop Song Artist                              | Lauréat    |
| 2010  | Kesha                | Billboard                                 | 2010's Canadian Hot 100 Artist                      | Lauréat    |
| 2010  | Kesha                | Teen Choice Awards                        | Choice Music: Female Artist                         | Nomination |
| 2010  | Kesha                | Teen Choice Awards                        | Choice Music: Breakout Artist – Female              | Nomination |
| 2010  | Kesha                | Teen Choice Awards                        | Choice Summer Music Star: Female                    | Lauréat    |
| 2010  | Animal               | Teen Choice Awards                        | Choice Music: Album – Pop                           | Nomination |
| 2010  | Your Love Is My Drug | Teen Choice Awards                        | Choice Music: Single                                | Nomination |
| 2010  | Your Love Is My Drug | Teen Choice Awards                        | Choice Summer Music: Song                           | Lauréat    |
| 2010  | Kesha                | World Music Awards                        | Best New Artist                                     | Nomination |
| 2011  | Kesha                | Echo Awards                               | Most Successful Newcomer of the Year, International | Nomination |
| 2011  | Kesha                | NRJ Music Awards                          | International Revelation of the Year                | Lauréat    |
| 2011  | Kesha                | Shockwaves NME Awards                     | Least Stylish                                       | Nomination |
| 2011  | Take it Off          | MuchMusic Video Awards                    | MuchMUSIC.COM Most Watched Video                    | Nomination |
| 2011  | Your Love Is My Drug | MuchMusic Video Awards                    | MuchMUSIC.COM Most Watched Video                    | Nomination |
| 2011  | Your Love Is My Drug | International Dance Music Awards          | Best Pop Dance Track                                | Nomination |
| 2011  | Animal               | Prix Juno                                 | International Album of the Year                     | Lauréat    |
| 2011  | Animal               | Billboard Music Awards                    | Top Pop Album                                       | Lauréat    |
| 2011  | Kesha                | Billboard Music Awards                    | Top New Artist                                      | Nomination |
| 2011  | Kesha                | Billboard Music Awards                    | Top Female Artist                                   | Lauréat    |
| 2011  | Kesha                | Billboard Music Awards                    | Top Pop Artist                                      | Lauréat    |
| 2011  | Kesha                | Billboard Music Awards                    | Top Hot 100 Artist                                  | Nomination |
| 2011  | Kesha                | Billboard Music Awards                    | Top Digital Songs Artist                            | Nomination |
| 2011  | Tik Tok              | BMI Pop Awards                            | Award-winning Song                                  | Lauréat    |
| 2011  | Your Love Is My Drug | BMI Pop Awards                            | Award-winning Song                                  | Lauréat    |
| 2012  | Kesha                | ARIA Music Awards                         | Most Popular International Artist                   | Nomination |
| 2012  | Kesha                | PETA Libby Awards                         | Most Animal Friendly Pop/Hip-Hop Artist             | Lauréat    |
| 2012  | Kesha                | PETA Libby Awards                         | Best peta2 Ad                                       | Nomination |
| 2012  | We R Who We R        | BMI Pop Awards                            | Award-winning Song                                  | Lauréat    |
| 2012  | Blow                 | BMI Pop Awards                            | Award-winning Song                                  | Lauréat    |
| 2012  | Till The World Ends  | BMI Pop Awards                            | Award-winning Song                                  | Lauréat    |
| 2012  | Tik Tok              | VEVOCertified Awards                      | 100 000 000 vues                                    | Lauréat    |
| 2012  | Kesha                | MTV Europe Music Awards                   | Best World Stage Performance                        | Nomination |
| 2013  | Die Young            | NRJ Music Awards                          | Meilleure single de l’année                         | Lauréat    |
| 2013  | C'Mon                | NewNowNext Awards                         | That's My Jam                                       | Lauréat    |
| 2017  | Good old days        | Grammy Awards                             | Meilleure collaboration                             | Lauréat    |
| 2018  | Praying              | Grammy Awards                             | Meilleure performance                               | Lauréat    |
| 2018  | Rainbow              | Grammy Awards                             | Album de l’année                                    | Nomination |